# Трихинела
{{Taxobox
| image = Trichinella larv1 DPDx.JPG
| regnum = 
| phylum = 
| classis = 
| ordo = 
| familia = 
| genus = 
| genus_authority = Railliet, 1895
| subdivision_ranks = Врсте
| subdivision =
-{Trichinella britovi
Trichinella murrelli
Trichinella nativa
Trichinella nelsoni
Trichinella papuae
Trichinella pseudospiralis
Trichinella spiralis
Trichinella zimbabwensis}-
}}
Трихинела (или трихина; лат. Trichinella) је род паразитског ваљкастог црва из раздела нематода која узрокује трихенелозу (или трихинозу). Чланови овог рода се често називају и као трихинелски црви (или трихински црви). Нематоде су карактеристичне по томе што имају једносмерни дигестивни тракт, са телесном дупљом формираном само од ектодерма и ендодерма.
Овај род је откривен у облику ларви 1835. Оне живе у ћелијама скелеталних мишића. Одрасли црви бораве у колумнарном епителу везаном за мембрану, као интрамултићелијски паразити.
Трихинела је паразит танког црева многобројних сисара. У мишићима животиња ларве овог паразита могу да живе учаурене дуже време. Овим паразитом човек се инфицира једући заражено месо. До тога долази ако оно није довољно кувано, пржено или печено. У великим комадима трихинела не може да се уништи у дубини, јер топлота није довољно јака. У сушеном месу или кобасицама ларве трихинеле могу такође да се одрже доста дуго.